# Halálos kitérő 5.: Vérvonalak
A Halálos kitérő 5 – Vérvonalak (más néven: Wrong Turn 5) 2012-ben bemutatott amerikai horrorfilm, amelyet Declan O'Brien írt és rendezett. A főszereplők Camilla Arfwedson, Roxanne McKee és Doug Bradley. Ez a Halálos kitérő filmsorozat ötödik része, valamint a Halálos kitérő 4.: Véres kezdetek (2011) folytatása, amely az első film eseményei előtt játszódik.

## Történet
|  | Alább a cselekmény részletei következnek! |

Miután a Hillicker testvérek (három ujj, fűrészfog és egyszemű) elmenekültek a Glensville-i szanatóriumból, Maynard Odets sorozatgyilkos segítségével egy gyilkos támadást indítanak Fairlake városának közelében, Greenbrier megyében (Nyugat-Virginia), ahol legelőször folytattak gyilkosságot.
Közben öt jó barát, Billy (Simon Ginty), barátnője, Cruz (Amy Lennox), Lita (Roxanne McKee), barátja, Gus (Paul Luebke) és Julian (Oliver Hoare), úton vannak a Fairlake-hez, Nyugat-Virginiába, hogy részt vegyenek a Mountain Man Zenei fesztiválon. A város felé haladva majdnem elütik Maynard-ot, aki az út közepén állt, ami miatt az autójuk egy fába ütközik, mert próbálták kikerülni. Amint kiszállnak a kocsiból, hogy ellenőrizzék, él-e, hirtelen megpróbálja megvágni őket. Billy, Gus és Julian önvédelmi célból megtámadják Maynardot. Angela Carter seriff (Camilla Arfwedson) és élettársa, Biggs helyettes (Kyle Redman Jones) tanúik lesznek ahogy Maynardot ütik, majd elfogják az egész csoportot, beleértve Litát és Cruz-t is. Amíg Angela elmegy, hogy bevigye őket a rendőrségre, Biggs helyettesét kéri, hogy maradjanak, amíg a vontatóautó megérkezik. A seriff távozik, a kannibálok megjelennek és megölik Biggs helyettesét.
Miután bezárták a rendőrségen, Billy bevallja Angela-nak, hogy nála vannak a drogok, és meggyőzi őt, hogy engedje el a többieket. Eközben Angela felfedezi, hogy Maynard egy gyilkosságból szabadult, és másnap reggel intézkedik annak érdekében, hogy átadja őt a megfelelő hatóságoknak. Maynard megígéri, hogy nem fog sokáig élni.
A kannibálok teherautójukkal tönkreteszik a telefonoszlopot, így megbénítják a várost. Ezután elmennek az erőműbe, ahol megölnek egy őrt, és leállítják a város villamos energiáját. A legtöbb városi ember egy közeli városban vesz részt a fesztiválon. A tizenévesek regisztrálnak egy motelben. Amíg Billy a rendőrség cellájában van, Cruzt három ujj üldözi, aki megöli. Julian nem sokkal később a rendőrségre indul, de nem veszi észre, hogy Cruzt egy belső utcán ölték meg.
A motelben elfogják Gust, amikor kinyitja az ajtót. Litát egyszemű támadja meg, de sikerül elmenekülnie. A kannibálok eltörik Gus lábát, majd Angela irodája elé dobják. Angela megpróbálja megmenteni, de nem sikerül neki. Angela kiszabadítja Billyt, Julian és Mose (Duncan Wisbey)  fegyvereket ad neki.
Angela rövid távú rádión keresztül képes kommunikálni valakivel, és kéri tőlük, hogy hívjanak segítséget, ám a vonal másik végén lévő ember szerint az üzenet vicc. Litának sikerül eljutnia Angela irodájába, de majdnem meghalt, amikor Mose az ajtón keresztül lő, miközben megpróbálja kinyitni. Angela figyelmezteti Juliant és Billyt, hogy ne menjenek Cruzhoz, de figyelmen kívül hagyják figyelmeztetését. Sétálnak az utcán, és megtalálják Cruz holttestet; miközben megpróbálják eljuttatni a testet Angela irodájához, találkoznak a kannibálokkal, elfogják őket és egy focipályára helyezik őket, ahol  Három ujj hófúvóval megöli őket. Angela elküldi Mose-t, hogy keresse a képviselőket, ám futás közben elesik egy szögesdróton , és elájul. Amikor felébred  a kannibálok élve elégetik.
Miután meghallotta Mose balesetét a rádión, Angela megpróbál segíteni. Angela távozása után Maynard meggyőzi Litát, hogy ha elengedi, életben hagyja. Miután elengedték, Maynard folytatja Lita szemeinek szúrását. . Angela lelövi Maynardot, de nem hal meg, és Angela visszahozza Litát és Maynardot a börtönbe. Aztán Angela segítségért megy, de felfedezi a férjét egy autóba kötve, és megpróbál segíteni. Későn fedezi fel, hogy csapda, és ő meghal; aztán kiüti és elfogja  Három Ujj. Maynard megfélemlíti Litát. Angela a börtöncellában felébred, és a mennyezetre van kötve. Maynard megadja neki a  lehetőséget: vagy élve égetik el, vagy puskával ölik meg, a szájába puskát tesz. A ravaszt egy dróttal a lábához köti, és ha leteszi a földre a lábát akkor a puska megöli  Ezután felgyújtja a cellát.
Amint a lába égni kezd, Angela végül elindítja a puskát, így meghal. Litát Maynard és a kannibálok elfogják, miközben az út túloldalán járnak. A gyilkosok elindulnak az erdőbe.
|  | Itt a vége a cselekmény részletezésének! |

## Szereplők
| Színész           | Szerep         | Magyar hang       |
| ----------------- | -------------- | ----------------- |
| Camilla Arfwedson | Angela sheriff | Törtei Tünde      |
| Doug Bradley      | Maynard        | Törköly Levente   |
| Roxanne McKee     | Lita           | Sipos Eszter Anna |
| Simon Ginty       | Billy          | Hamvas Dániel     |
| Amy Lennox        | Cruz           | ?                 |
| Paul Luebke       | Gus            | Renácz Zoltán     |
| Oliver Hoare      | Julian         | Czető Roland      |
| Duncan Wisbey     | Mose           | ?                 |

### Kannibálok
| Színész            | Szerep     |
| ------------------ | ---------- |
| Borislav Iliev     | Háromujjú  |
| Radoslav Parvanov  | Egyszemű   |
| George Karlukovski | Fűrészfogú |